# 洗溪镇
洗溪镇，是中华人民共和国湖南省湘西土家族苗族自治州泸溪县下辖的一个乡镇级行政单位。

## 行政区划
洗溪镇下辖以下地区：
洗溪社区、能滩村、甘溪桥村、李岩村、峒头寨村、张家坪村、洞底坪村、邓家坪村和宋家寨村。